# Иса ибн аш-Шейх аш-Шайбани
Абу Муса Иса ибн аш-Шейх ибн ас-Салил аз-Зухли аш-Шайбани (араб. أبو موسى عيسى بن الشيخ بن السليل الذهلي الشيباني‎, ум. около 882/883) — арабский военный лидер из племени шайбан, живший в Аббасидском халифате. Занимал должности вали Палестины, Арминии и одного из регионов Бадият-эль-Джазиры. Большую часть жизни провёл в конфликтах с другими вали, вступая против них в союз в частности с хариджитами и с армянскими христианами.

## Биография

### Ранняя жизнь
О ранних годах жизни Исы ибн аш-Шейха мало что известно. Достоверно известно, что он происходил из племени бану шайбан родом из Бадият-эль-Джазиры, но не известен ни год его рождения, ни даже точное имя его отца, которого разные источники называют аш-Шейх, Ахмад или Абд ар-Раззак. Впервые Иса появляется в летописных источниках в 848 году как один из участников похода аббасидской армии против мятежника Мухаммеда ибн Баиса в его крепости Маранд. Мухаммед, как и большинство его последователей, принадлежали к племенной группе Рабиа, частью которой было и племя шайбан. Исходя из этого исследователи полагают, что аббасидский военачальник нанял Ису как переговорщика, которому всё же удалось заставить сдаться некоторых мятежников.

### Служба в Сирии и Палестине
Ранее существовало предположение, что в 861 году Иса мог быть вали Дамаска, но по словам французского востоковеда Мариуса Канара, это лишь путаница с Исой ибн Мухаммадом ан-Наушари. Согласно исламскому историку IX и X веков Ат-Табари, весной 865 года он одержал победу над мятежником-хариджитом аль-Муфавваком и взял его в плен. Позже Ат-Табари сообщает, как аш-Шайбани просил помощи у халифа аль-Мутаваккиля в подготовке рейда против Византии. В частности он заявлял о том, что ему нужны четыре корабля, которые должны быть размещены в Тире. В то время Иса, вероятно, уже занимал должность амиля (главы) округа Филастин в Палестине. По словам Якуби, он был на этом посту и в 866 году, во время свержения халифа Аль-Мустаина. Он же сообщает, что Иса был одним из амилей и вали, что отказались признать захватившего власть халифа аль-Мутазза, возможно из-за того, что его старый покровитель, военачальник Буга аш-Шараби, под началом которого он воевал против мятежников, остался верным старому халифу. Это побудило вали Дамаска ан-Наушари выступить против него. Две армии столкнулись близ реки Иордан. В этом столкновении войска Исы были разбиты, его сын погиб, а сам военачальник был вынужден бежать в Египет со всем своим богатством. В это время ан-Наушари занял столицу Палестины Рамлу. В Египте Иса, видимо, не видя другого выхода, поклялся в верности халифу, в то время как ан-Наушари наоборот вступил с ним в конфликт из-за того, что вали Дамаска захватил Рамлу без его разрешения. Халиф направил армию под командованием Мухаммеда ибн аль-Муваллада, чтобы изгнать непокорного вассала из халифата. Иса принял решение поддержать бывшего врага и вернулся в Палестину, привезя с собой деньги, припасы и, вероятно, войска, набранные в Египте, и построил крепость под названием эль-Хусами, которая располагалась между Рамлой и Лодом. Здесь он противостоял неоднократным атакам войск халифата, пока, вероятно, Исе и аль-Муиаззу не удалось подписать подписать перемирие. Тогда и аль-Муваллад и Иса вернулись в Самарру.
В декабре 866 года, находясь в Самарре, Иса добился своего повторного назначения на пост вали как в Палестине, так и в Иордании. Ат-Таббари приписывает это назначение влиянию аш-Шараби, которого аш-Шайбани подкупил за 40 тысяч динаров, в то время как другой исламский историк аль-Масуди утверждает, что это произошло благодаря богатствам, которые Иса привёз с собой из Египта, а также из-за 70-ти алидов, которые бежали из Хиджаза. Иса не сразу вернулся в Палестину. Вместо этого он отправил туда своего заместителя Абу-ль-Магра ибн Муса ибн Зурару. Когда Иса наконец прибыл в Рамлу, он использовал продолжающуюся в Ираке анархию, чтобы заявить о своей де-факто независимости. Он оставлял все доходы себе и даже перехватывал караваны с налоговыми выплатами, которые шли из Египта. Эти денежные средства он использовал для обеспечения лояльности среди местных арабских племён — Рабиа на севере и килабитов на юге. С последним ему даже удалось заключить брачный союз. Вскоре под его контролем собралось достаточно сил для начала активных боевых действий против халифата, и он взял под контроль Дамаск.
В июле 869 года на трон взошёл халиф аль-Мухтади, который объявил всеобщую амнистию. Он предложил Исе помилование в обмен на добровольную выдачу всех сокровищ, по данным аль-Кинди, на общую сумму в 750 тысяч динаров. Он отказался, и тогда халиф приказал новому вали Египта Ахмаду ибн Тулуну собрать войска и выступить против мятежника. Тот подчинился и направил силы против аш-Шайбани, но как только он достиг Эль-Ариша, то пришёл приказ повернуть обратно. В следующем году новый халиф Аббасидов аль-Мутамид вновь отправил послов к Исе, пытаясь убедить его вернуть деньги, но мятежник снова отказался. Тогда против него выступила новая армия под командованием вали Дамаска Амаджура ат-Турки. Первоначально Иса базировался в Тире, и ему удалось собрать значительно меньшие силы, чем ат-Турки. По сообщениям Ат-Табари, силы халифата обладали 50-ти или даже 100-кратным превосходством — 20 тысяч против 200—400 бойцов, но несмотря на это Иса всё же дал бой. В сражении с войсками ат-Турки пал один из его сыновей, аль-Мансур, а сам Иса вновь потерпел поражение и был вынужден отступить в Рамлу. Вместо того, чтобы добить мятежников, халиф в 870 или уже в 871 году выслал новое посольство, которое предложило Исе стать вали Арминии, если он оставит Сирию. Аш-Шайбани, находясь в безвыходном положении, принял предложение и в мае 871 года занял свой новый пост.

### Служба в Армении

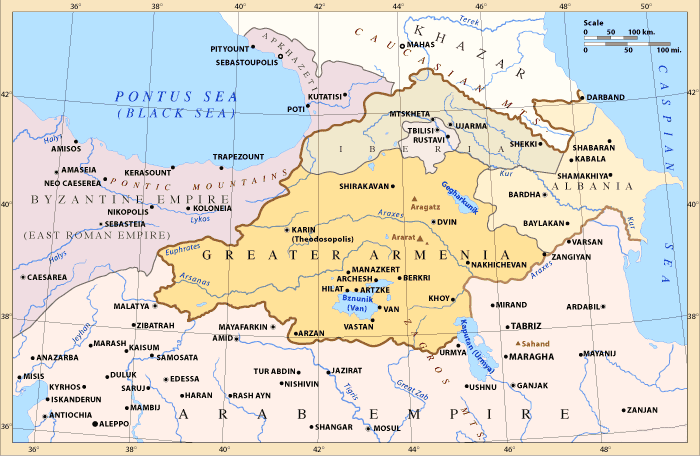
Закавказье в годы мусульманского владычества

В состав Арминии входила не только сама Армения, но и Азербайджан и Дияр Бакр в области Бадият-эль-Джазира. Последний при этом был основным регионом расселения Бану Шайбан и родиной самого Исы. Вскоре после своего назначения Иса (которого средневековые армянские источники называют Йесе, сын Шеха) оказался приближен к Усмайнидам и Кайситам, местным арабским династиям, которые правили областями вокруг озера Ван. Их владычеству угрожало возвышение армянского христианского правителя Ашота I из династии Арцруни, князя Васпуракана. Ашот готовился к осаде Усманидской крепости Амивк когда Иса объединил эмиров Армении в единую лигу и с 15 тысячами человек подошёл к городу. Будучи не в силах противостоять таким силам, Ашот снял осаду и подписал с противником мир.
Но положение Исы в Армении всё же оставалось шатким поскольку он не надеялся на поддержку со стороны халифов, а планировал разобраться со всем сам. Провинция была фактически предоставлена сама себе, и две основные христианские династии — Арцруни на юге и Багратуни на севере — фактически разделили её между собой и действовали как фактически независимые правители. Это потребовало от Исы тщательного соблюдения баланса сил. Он не мог себе позволить отклониться хотя бы от одного из домов, особенно после того, как в 877 году против него восстал его же военачальник в Азербайджане, Мухаммед аль-Вахид ат-Тамими аль-Ямани. Иса осадил мятежника в его столице, городе Барда, но, несмотря на решительную помощь со стороны будущего князя независимой Армении Ашота I Багратуни, был вынужден отступить, поскольку противник выдержал 13-месячную осаду. Из-за неудачи Иса полностью покинул Армению и вернулся в Амид в Дияр Бакр. И хотя и армянские и арабские историки средних веков формально считают его эмиром Армении вплоть до смерти в 882/883 году, де-факто он никогда более не покидал Джезире.

### Служба в Джезире

Карта Джезире

В Джезире Иса столкнулся со своим самым опасным противником — тюрком Исхаком ибн Кундаджом, который правил Мосулом, а его амбиции простирались на всю провинцию Джезире. Иса и его полководец, Абу-ль-Магра вступили в союз с противниками Ибн Кундаджа, местными хариджитами под командованием Исхака ибн Айюба, а также с вождём таглибидов Хамданом ибн Хамдуном. Вместе им удалось победить Ибн Кундаджа, однако затем его власть заметно укрепилось. Формально он был назначен эмиром Армении, но, видимо, никогда не пользовался своей властью, поскольку армянские историки его не упоминают. После этого Иса и его союзники предложили мир на условии территориального статус-кво в обмен на ежегодную дань в размере 200 тысяч динаров.
Ибн Кундадж изначально согласился на эти условия, но в 880/881 годах против него вновь собралась значительная коалиция и началась открытая война за власть над провинцией. В апреле/мае 881 года состоялось значительное сражение, в котором тюрок одержал победу над своими противниками и оттеснил их в Амид, который был взят в осаду. За этим сражением последовало несколько безрезультатных для обеих сторон стычек. Когда в 882/883 Иса скончался боевые действия ещё шли, хоть и вяло, поскольку основная армия Ибн Кундаджа участвовала в походе халифата против султаната Тулунидов. На должности правителя провинции Ису сменил его сын Ахмад, который правил территорией как де-факто независимый эмир. Он смог расширить свою территорию вплоть до Южной Армении, а после смерти Ибн Кундаджа даже подчинил себе Мосул. Однако в следующем году Аббасиды при халифе аль-Мутадиде отняли у него захваченный город, а в 899 году наследник Ахмада, Мухаммед, лишился всех остальных земель.

## Наследие
Как «правители-узурпаторы», Иса и его сын Ахмад сурово осуждаются современными мусульманскими историками, но, согласно Канару, «в тот беспокойный период, в который жили эти месопотамские арабы, они были не хуже в своем поведении, чем другие солдаты удачи режима Аббасидов». Канар приписывает Исе, в частности, «определенную репутацию великолепия и щедрости», и, как и все Шайбаны, Иса и Ахмад также были почитаемы за качество их арабской поэзии.